# Hà Tĩnh
Hà Tĩnh es una ciudad de Vietnam. Es la capital de la provincia de Hà Tĩnh y se encuentra en la Costa Central Norte. Tiene un total de 104 037 habitantes (en 2019).
Se encuentra sobre la Carretera Nacional 1A. La capital vietnamita, Hanói, se encuentra a 340 km al norte de Hà Tĩnh, Vinh a 50 km al norte y Huế a 314 km al sur. Hà Tĩnh está a 12.5 km del mar de la China Meridional.

## Geografía
- Fronteras norte: ciudad de Thạch Hà (a través del puente Cày), río Cửa Sót.
- Fronteras occidentales: comuna de Thạch Đài, río Cày (distrito de Thạch Hà).
- Fronteras del sur: Comuna de Cẩm Bình, Comuna de Cẩm Vịnh (distrito de Cẩm Xuyên).
- Fronteras orientales: río Đồng Môn (distrito de Thạch Hà, Lộc Hà)

## Divisiones administrativas
La ciudad de Hà Tĩnh consta de 16 unidades administrativas: 10 distritos y 6 comunas:
- Distrito de Nam Hà
- Distrito de Bac Ha
- Distrito de Tân Giang
- Distrito de Trần Phú
- Distrito de Nguyễn Du
- Distrito de Hà Huy Tập
- Distrito de Dai Nài
- Distrito Văn Yên
- Distrito de Thach Linh
- Distrito de Thach Quý
- Comuna de Thach Bình
- Comuna de Thach Trung
- Comuna de Thạch Môn
- Comuna de Thach Ha
- Comuna de Thach Hưng
- Comuna de Thach Đồng

## Educación
Existen numerosas instituciones de educación superior, como la Universidad de Hà Tĩnh, la Facultad de Medicina de Hà Tĩnh, la Facultad de Cultura, Deportes y Turismo Nguyễn Du, la Facultad Vocacional de Tecnología de Hà Tĩnh y la Facultad Vocacional Vietnam-Alemania. Entre las escuelas secundarias se incluyen la Escuela Secundaria Superior de Hà Tĩnh, la Escuela Secundaria Phan Đình Phùng y la Escuela Secundaria Thành Sen (Ciudad del Loto).

## Transporte
La ciudad no tiene aeropuerto propio y el transporte aéreo lo realiza el aeropuerto más cercano, el Aeropuerto Internacional de Vinh, que se encuentra aproximadamente a 63 km al norte de la cercana provincia de Nghệ An.

## Clima
Hà Tĩnh tiene un clima monzónico tropical marginal e inusualmente húmedo (Köppen Am) que limita con un clima subtropical húmedo inusualmente húmedo ( Cfa ) y un clima de selva tropical de vientos alisios (Af); este último es un tipo de clima poco común en Vietnam. Las lluvias más intensas se producen en la temporada de monzones del noreste, de septiembre a noviembre, cuando se pueden esperar 1616 milímetros o 63,6 pulgadas, pero las precipitaciones superan los 50 milímetros o 2 pulgadas incluso en los meses más secos de la temporada de "primavera". El clima durante la temporada de "invierno", de diciembre a febrero, es cálido, húmedo y algo lluvioso, mientras que el "verano", de mayo a agosto, es caluroso o sofocante, aunque más seco que la mayor parte de Indochina debido a la influencia de las montañas del suroeste.

## Galería

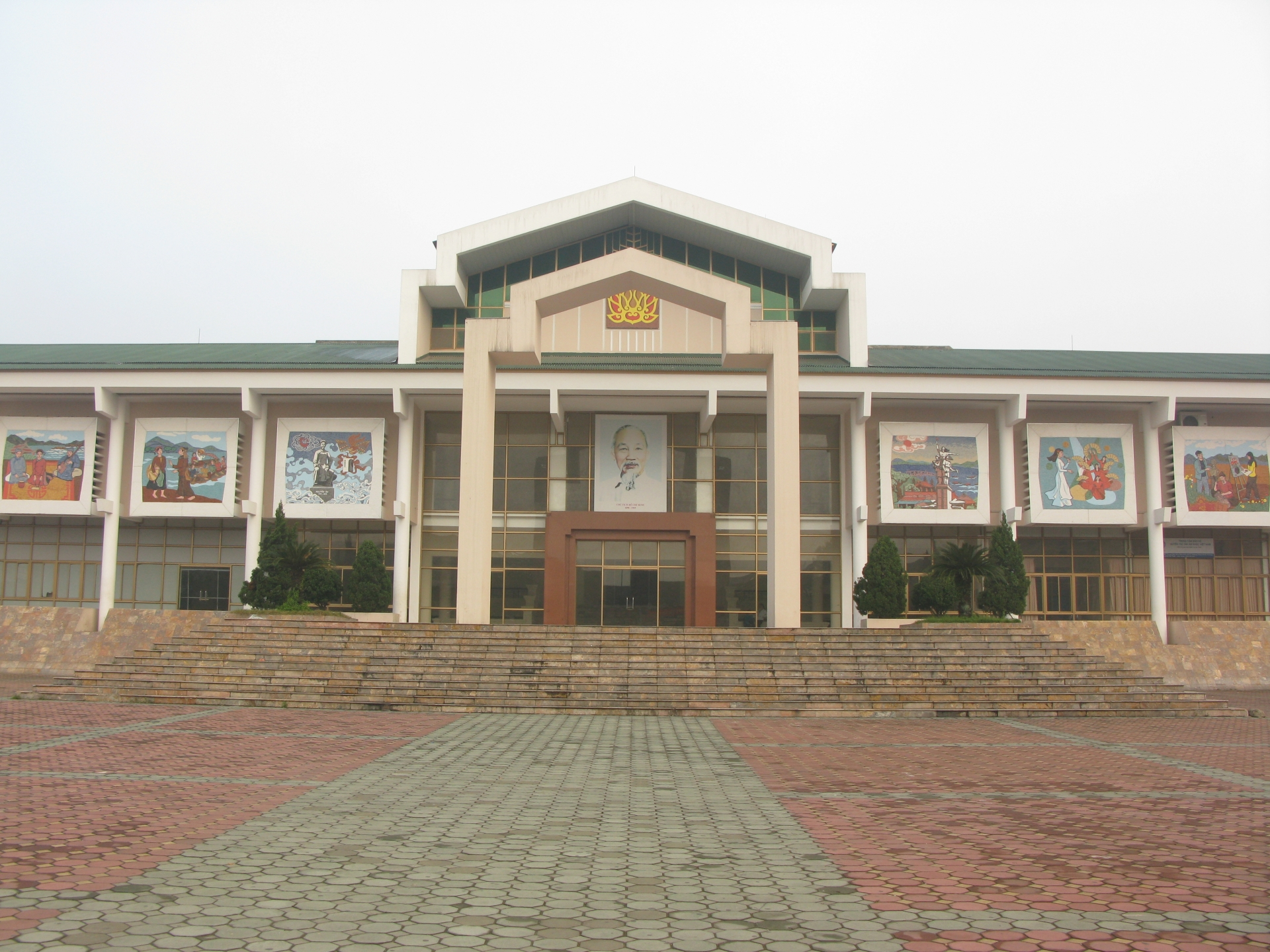
Centro Cultural de la ciudad
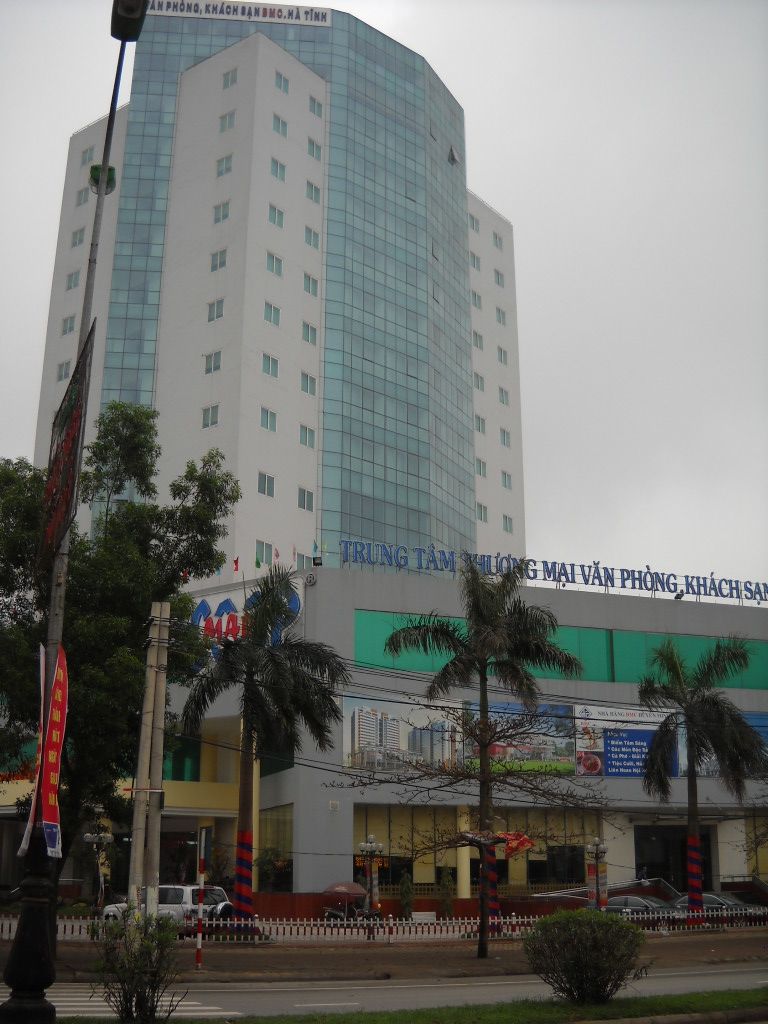
Centro comercial Hà Tĩnh
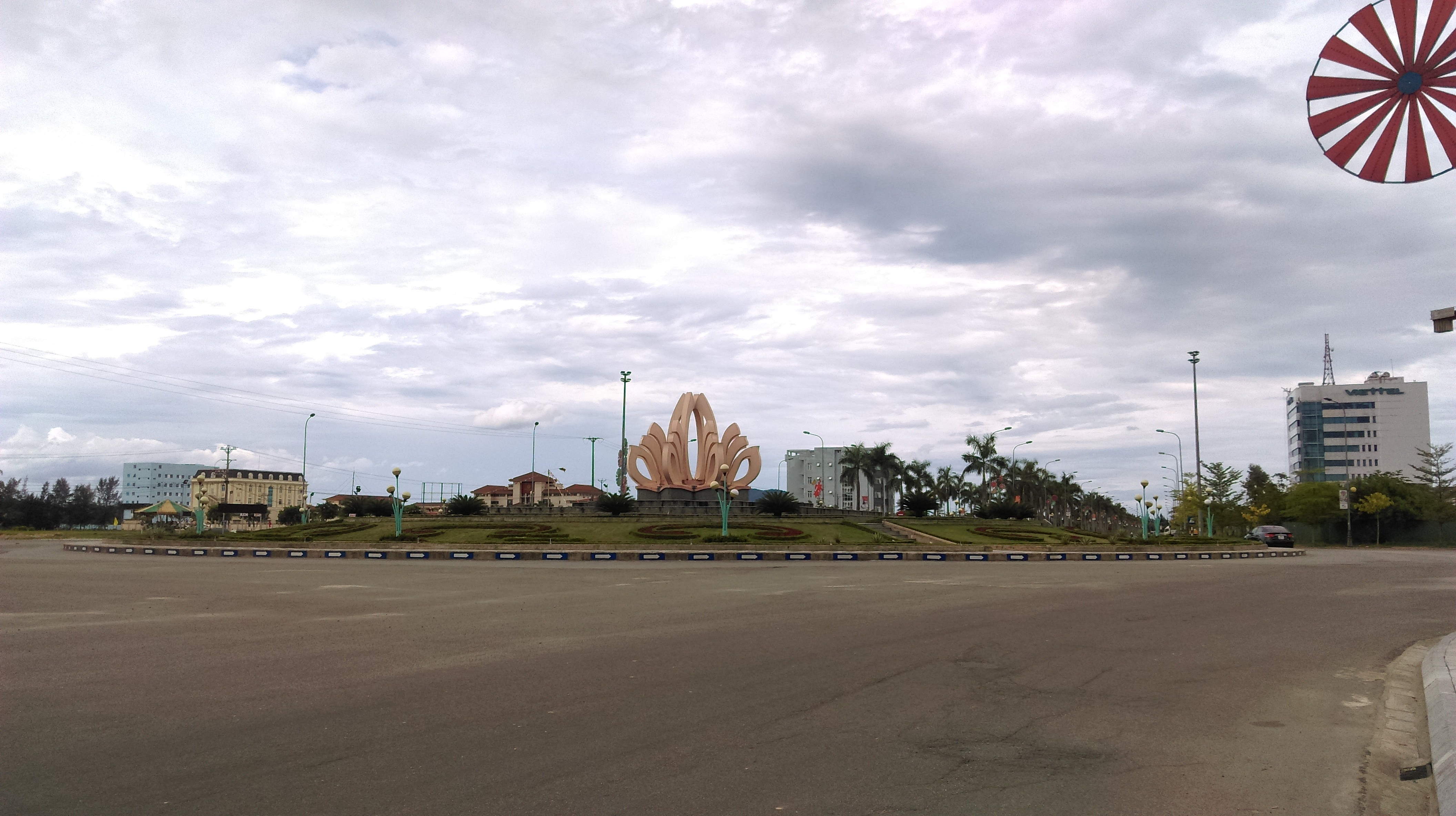
Parque Trần Phú
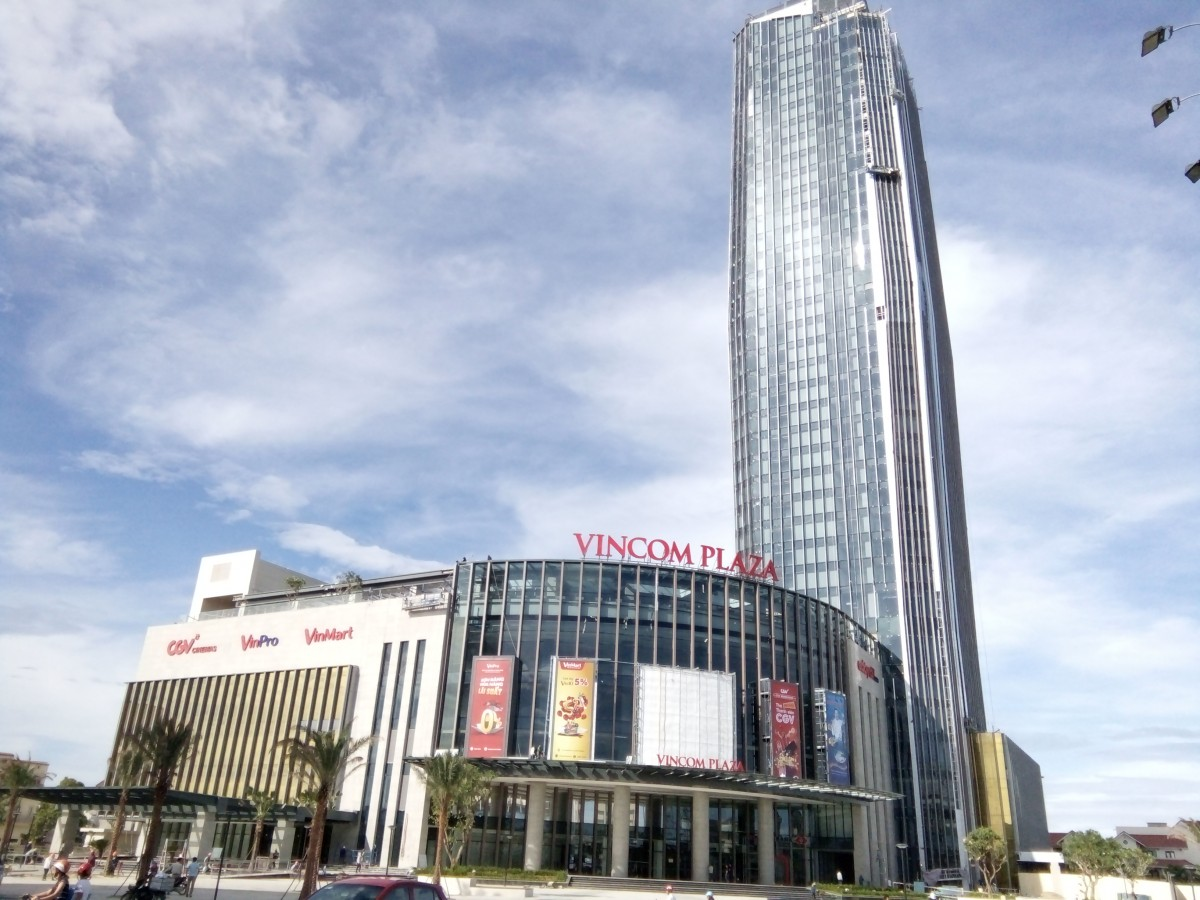
Plaza Vincom
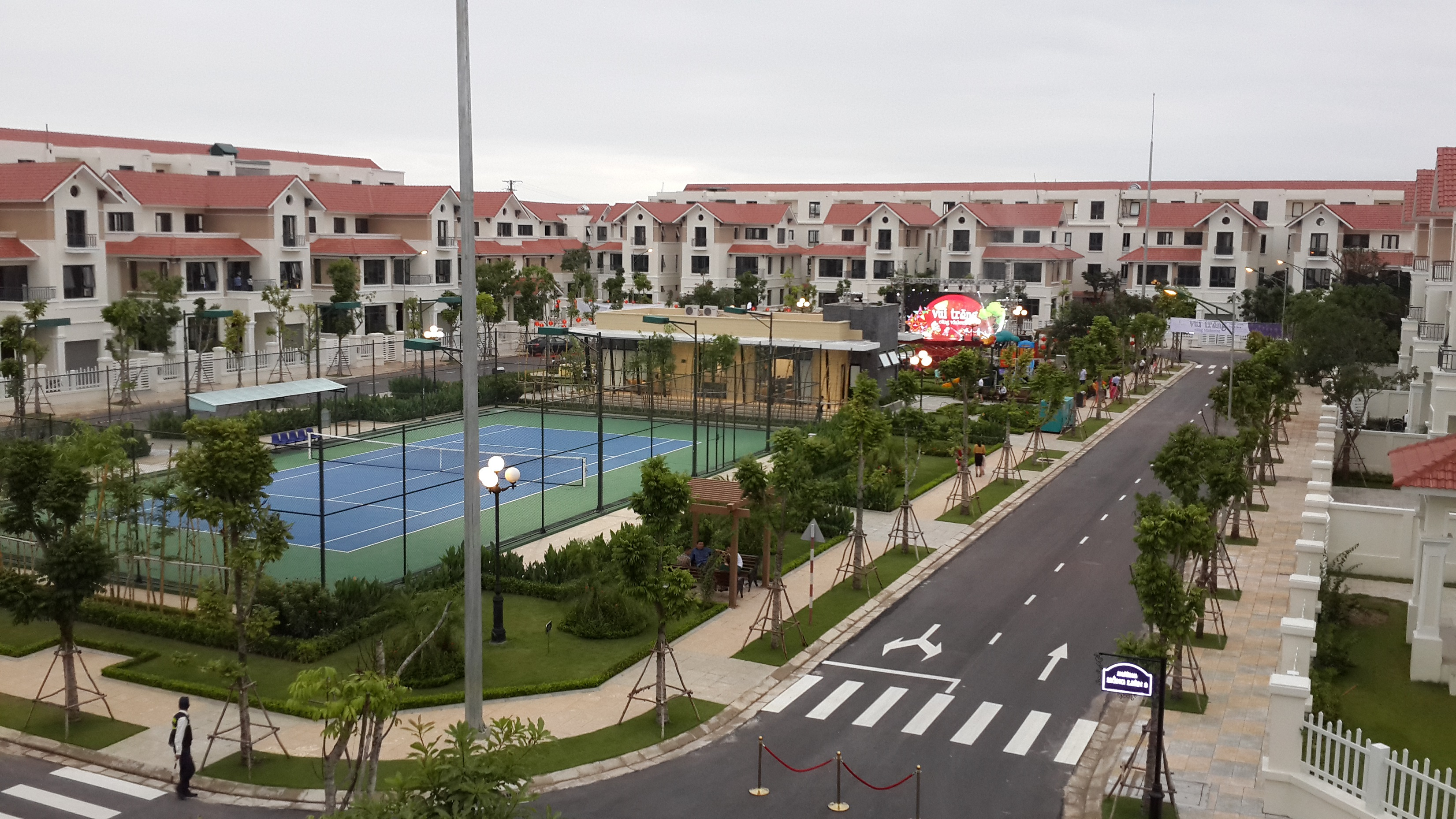
Área de Vinhomes
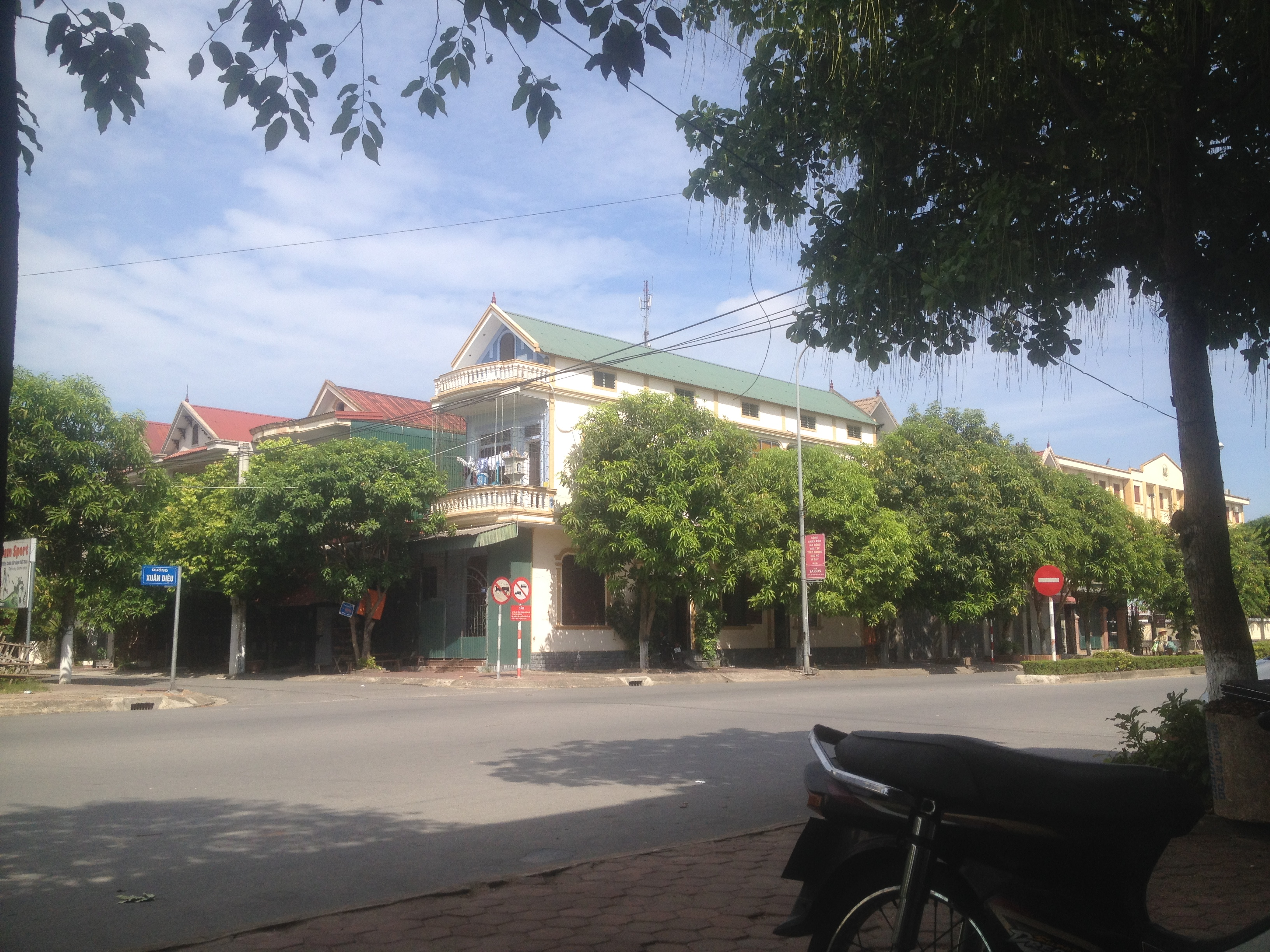
Cruce de Xuân Diệu - Nguyễn Du